# قرار مجلس الأمن التابع للأمم المتحدة رقم 1984
قرار مجلس الأمن التابع للأمم المتحدة رقم 1984، المتخذ في 9 يونيو 2011، بعد الإشارة إلى القرارات 1696 (2006) و1737 (2006) و1747 (2007) و1803 (2008) و1835 (2008) و1887 (2009) و1929 (2010) فيما يتعلق بإيران وعدم الانتشار، مدد المجلس ولاية لجنة الخبراء لمراقبة العقوبات المفروضة على البلاد بسبب برنامجها النووي لمدة عام واحد.
تم تبني القرار، الذي اقترحته فرنسا وألمانيا والمملكة المتحدة والولايات المتحدة، بأغلبية 14 صوتًا وامتناع عضو واحد عن التصويت هو لبنان.

## القرار

### أعمال
بموجب المادة 41 من الفصل السابع من ميثاق الأمم المتحدة، قام أعضاء المجلس بتمديد ولاية لجنة الخبراء لمراقبة العقوبات الإيرانية حتى 9 يونيو 2012. كان مطلوبًا من اللجنة تقديم تقرير إلى المجلس بحلول 9 ديسمبر 2011 ومرة أخرى في نهاية تفويضها.
تم حث جميع الدول والمنظمات وهيئات الأمم المتحدة على التعاون مع اللجنة المنشأة بموجب القرار 1737 ولجنة الخبراء.

## روابط خارجية
- نص القرار في undocs.org